# Michael von Grünigen
Michael von Grünigen detto Mike (Saanen, 11 aprile 1969) è un ex sciatore alpino svizzero.
Tra i migliori interpreti di sempre nella storia dello slalom gigante e atleta di punta della squadra elvetica negli anni 1990, nel suo palmarès vanta, tra l'altro, due medaglie d'oro iridate, una medaglia olimpica e quattro Coppe del Mondo di specialità. In carriera ha vinto 23 gare in Coppa del Mondo.
È fratello di Christine e padre di Noel, a loro volta sciatori alpini di alto livello.

## Biografia

### Stagioni 1987-1995
Originario di Schönried di Saanen, Michael von Grünigen fece la prima apparizione in competizioni agonistiche internazionali il 21 marzo 1987 a Sälen, quando vinse la medaglia d'argento nello slalom speciale ai Mondiali juniores di quell'anno, alle spalle dell'italiano Roger Pramotton. Due anni dopo, il 23 novembre 1989 a Park City ottenne il primo risultato di rilievo in Coppa del Mondo, chiudendo 6º in slalom gigante.
Debuttò ai Campionati mondiali a Saalbach-Hinterglemm 1991, piazzandosi 7º nello slalom gigante, e ai Giochi olimpici invernali ad Albertville 1992, dove fu 13º nello slalom gigante e 7º nello slalom speciale. L'anno dopo colse il suo primo successo in Coppa del Mondo, in slalom gigante il 19 gennaio sul tracciato di casa di Veysonnaz, e partecipò ai Mondiali di Morioka, chiudendo 16º nello slalom speciale. Ai XVII Giochi olimpici invernali di Lillehammer 1994, si classificò 15º nello slalom speciale e non completò lo slalom gigante.

### Stagioni 1996-1997
Sul finire del 1995 incominciò a inanellare una serie di vittorie in Coppa del Mondo che proseguirono per tutta la stagione anche su piste prestigiose (come la Chuenisbärgli di Adelboden il 16 gennaio e la Wertung di Hinterstoder il 10 febbraio) e che gli permisero di aggiudicarsi la sua prima Coppa del Mondo di slalom gigante con 137 punti di vantaggio su Urs Kälin; con cinque vittorie e otto podi complessivi fu inoltre 3º nella classifica generale, suo miglior piazzamento in carriera. Sempre nel 1996 partecipò anche ai Mondiali della Sierra Nevada, ottenendo la medaglia di bronzo sia nello slalom gigante sia nello slalom speciale.
La stagione successiva (1996-1997) fu altrettanto ricca di successi: in Coppa del Mondo Von Grünigen ottenne sette podi con quattro vittorie (tra queste, quelle sulla Gran Risa della'Alta Badia il 22 dicembre e quella sulla Podkoren di Kranjska Gora il 5 gennaio), si aggiudicò la seconda Coppa di specialità, con 273 punti di vantaggio su Kjetil André Aamodt, e ottenne la medaglia d'oro nello slalom gigante ai Mondiali di Sestriere, dove fu anche 7º nello slalom speciale.

### Stagioni 1998-2000
Ai XVIII Giochi olimpici invernali di Nagano 1998 conquistò la medaglia di bronzo nello slalom gigante e si classificò 19º nello slalom speciale. Quell'anno in Coppa del Mondo ottenne sei podi con tre vittorie, ma nella classifica di slalom gigante fu battuto dall'austriaco Hermann Maier di 60 punti.
Nel 1998-1999 aggiunse ai trofei già in bacheca un'altra Coppa del Mondo di slalom gigante, la terza con 73 punti di vantaggio su Stephan Eberharter, pur ottenendo meno podi (cinque) e meno vittorie (due, tra le quali nuovamente lo slalom gigante della Gran Risa il 20 dicembre) delle stagioni precedenti. Sempre nel 1999 ai Mondiali di Vail/Beaver Creek fu 7º nello slalom gigante e 12º nello slalom speciale. Nella stagione 1999-2000 non ottenne invece alcun successo e, con quattro podi, fu 3º nella classifica della Coppa del Mondo di slalom gigante.

### Stagioni 2001-2003
Nel 2001, nell'edizione iridata disputata a Sankt Anton am Arlberg, onorò la presenza vincendo la sua seconda medaglia d'oro nello slalom gigante e piazzandosi 22º nello slalom speciale. Tornò al successo anche in Coppa del Mondo, ma nonostante tre vittorie su quattro podi complessivi fu nuovamente superato nella classifica di slalom gigante da Maier, questa volta di 10 punti. Ai XIX Giochi olimpici invernali di Salt Lake City 2002, sua ultima presenza olimpica, fu 11º nello slalom gigante e 14º nello slalom speciale.
La stagione 2002-2003 fu l'ultima stagione agonistica di Von Grünigen, nella quale, oltre a sei podi con tre vittorie, riuscì ad aggiudicarsi la sua quarta e ultima Coppa di slalom gigante con 117 punti di vantaggio su Bode Miller; la sua ultima vittoria in Coppa del Mondo fu quella ottenuta nello slalom gigante di Yongpyong del 1º marzo e l'ultimo podio quello, sempre in slalom gigante, di Lillehammer Hafjell del 15 marzo. Inoltre partecipò ancora ai Mondiali di Sankt Moritz, classificandosi 7º nello slalom gigante, e si congedò dalla Coppa del Mondo nell'ultima gara della stagione, lo slalom speciale di Lillehammer Hafjell del 16 marzo, che non completò. La sua ultima gara in carriera fu lo slalom gigante dei Campionati svizzeri del 2003, il 29 marzo a Verbier, nei quali si aggiudicò la medaglia d'argento.

## Bilancio della carriera
Grande rivale di Alberto Tomba negli anni novanta, in slalom gigante ottenne in carriera 23 successi in Coppa del Mondo, risultando così, nella classifica degli atleti più vittoriosi nella specialità, quinto dietro allo svedese Ingemar Stenmark (46 vittorie), all'austriaco Marcel Hirscher (31), allo svizzero Marco Odermatt (26) e allo statunitense Ted Ligety (24). Tra i suoi risultati più importanti ci furono le due medaglie d'oro vinte in due diverse edizioni dei Mondiali; alle Olimpiadi riuscì invece a ottenere solamente una medaglia di bronzo.
Lo sciatore svizzero non disdegnava neanche di cimentarsi nello slalom speciale, conseguendo due piazze d'onore in Coppa del Mondo, ma non riuscendo mai a giungere sul gradino più alto del podio. Fu comunque in grado di vincere una medaglia di bronzo ai Mondiali del 1996. Pur non avendo mai conquistato la Coppa del Mondo generale, ottenne quattro Coppe di specialità in slalom gigante.

## Palmarès

### Olimpiadi
- 1 medaglia:
  - 1 bronzo (slalom gigante a Nagano 1998)

### Mondiali
- 4 medaglie:
  - 2 ori (slalom gigante a Sestriere 1997; slalom gigante a Sankt Anton am Arlberg 2001)
  - 2 bronzi (slalom gigante, slalom speciale a Sierra Nevada 1996)

### Mondiali juniores
- 1 medaglia:
  - 1 argento (slalom speciale a Hemsedal/Sälen 1987)

### Coppa del Mondo
- Miglior piazzamento in classifica generale: 3º nel 1996
- Vincitore della Coppa del Mondo di slalom gigante nel 1996, nel 1997, nel 1999 e nel 2003
- 48 podi (46 in slalom gigante, 2 in slalom speciale):
  - 23 vittorie (in slalom gigante)
  - 16 secondi posti (14 in slalom gigante, 2 in slalom speciale)
  - 9 terzi posti (in slalom gigante)

#### Coppa del Mondo - vittorie
| Data             | Località      | Paese         | Specialità |
| ---------------- | ------------- | ------------- | ---------- |
| 19 gennaio 1993  | Veysonnaz     | Svizzera      | GS         |
| 18 dicembre 1994 | Val-d'Isère   | Francia       | GS         |
| 12 novembre 1995 | Tignes        | Francia       | GS         |
| 17 novembre 1995 | Vail          | Stati Uniti   | GS         |
| 25 novembre 1995 | Park City     | Stati Uniti   | GS         |
| 19 gennaio 1996  | Adelboden     | Svizzera      | GS         |
| 10 febbraio 1996 | Hinterstoder  | Austria       | GS         |
| 22 dicembre 1996 | Alta Badia    | Italia        | GS         |
| 5 gennaio 1997   | Kranjska Gora | Slovenia      | GS         |
| 8 marzo 1997     | Nagano        | Giappone      | GS         |
| 15 marzo 1997    | Vail          | Stati Uniti   | GS         |
| 26 ottobre 1997  | Tignes        | Francia       | GS         |
| 14 dicembre 1997 | Val-d'Isère   | Francia       | GS         |
| 28 febbraio 1998 | Yongpyong     | Corea del Sud | GS         |
| 20 dicembre 1998 | Alta Badia    | Italia        | GS         |
| 14 marzo 1999    | Sierra Nevada | Spagna        | GS         |
| 17 novembre 2000 | Park City     | Stati Uniti   | GS         |
| 17 dicembre 2000 | Val-d'Isère   | Francia       | GS         |
| 6 gennaio 2001   | Les Arcs      | Francia       | GS         |
| 10 marzo 2002    | Flachau       | Austria       | GS         |
| 22 novembre 2002 | Park City     | Stati Uniti   | GS         |
| 15 dicembre 2002 | Val-d'Isère   | Francia       | GS         |
| 1º marzo 2003    | Yongpyong     | Corea del Sud | GS         |

Legenda:

GS = slalom gigante

### Coppa Europa
- 2 podi (dati dalla stagione 1994-1995):
  - 1 vittoria
  - 1 secondo posto

#### Coppa Europa - vittorie
| Data            | Località | Paese    | Specialità |
| --------------- | -------- | -------- | ---------- |
| 17 gennaio 2003 | Saas-Fee | Svizzera | GS         |

Legenda:

GS = slalom gigante

### Campionati svizzeri
- 8 medaglie (dati dalla stagione 1994-1995)[3]:
  - 5 ori (slalom speciale nel 1996; slalom gigante, slalom speciale nel 1997; slalom gigante, slalom speciale nel 2001)
  - 2 argenti (slalom gigante nel 1999; slalom gigante nel 2003)
  - 1 bronzo (slalom gigante nel 1998)